# Liste der Kulturdenkmäler in Kröv
In der Liste der Kulturdenkmäler in Kröv sind alle Kulturdenkmäler der rheinland-pfälzischen Ortsgemeinde Kröv einschließlich des Ortsteils Kövenig aufgeführt. Grundlage ist die Denkmalliste des Landes Rheinland-Pfalz (Stand: 10. August 2023).

## Einzeldenkmäler
| Bezeichnung                            | Lage                                                                 | Baujahr                                | Beschreibung | Bild                           |
| -------------------------------------- | -------------------------------------------------------------------- | -------------------------------------- | --- | ------------------------------ |
| Grabkapelle der Grafen von Kesselstatt | Kröv, Ehrenmalstraße Lage                                            | 1662                                   | kleiner Rechteckbau, 1662, Renaissanceportal | weitere Bilder Fotos hochladen |
| Bildstock                              | Kröv, Gilgenkordel, bei Nr. 11 Lage                                  | 17. oder 18. Jahrhundert               | Kreuzigungsbildstock, 17. oder 18. Jahrhundert | Fotos hochladen                |
| Dreigiebelhaus                         | Kröv, Karolingerstraße 1 Lage                                        | 1658                                   | reicher Fachwerkbau, bezeichnet 1658 | weitere Bilder Fotos hochladen |
| Echternacher Hof                       | Kröv, Moselweinstraße 22/24, Robert-Schuman-Straße 19/21/21a/27 Lage | 1764                                   | Zehnthof der Abtei Echternach; Dreiflügelanlage mit langgestreckter Moselfront, 1764                                                                     | weitere Bilder Fotos hochladen |
| Raiffeisenbank                         | Kröv, Reißstraße 2 Lage                                              | nach 1920                              | ehemalige Schule (?); Zweiflügelanlage, Mansarddächer, Reformarchitektur, nach 1920                                                                      | weitere Bilder Fotos hochladen |
| Ahrhof                                 | Kröv, Reißstraße 3 Lage                                              | 1627                                   | Hofhaus der Ritter von Kröv; Massivbau, quadratischer Treppenturm, Hoftorbogen bezeichnet 1627                                                           | weitere Bilder Fotos hochladen |
| Karolingerhof                          | Kröv, Reißstraße 9 Lage                                              | spätes 18. oder frühes 19. Jahrhundert | großer, eingeschossiger Wohnbau, spätes 18. oder frühes 19. Jahrhundert                                                                                  | weitere Bilder Fotos hochladen |
| Wohnhaus                               | Kröv, Ritter-Götz-Straße 14, 18 Lage                                 | 1616                                   | winkelförmiges Fachwerkhaus, teilweise massiv, Quertrakt verputzt mit polygonalem Haubenerker, bezeichnet 1616                                           | weitere Bilder Fotos hochladen |
| Kriegerdenkmal                         | Kröv, Robert-Schuman-Straße, Ecke Ehrenmalstraße Lage                | um 1928                                | Kriegerdenkmal 1914/18 | weitere Bilder Fotos hochladen |
| Hof der Grauen Schwestern              | Kröv, Robert-Schuman-Straße 16, Ehrenmalstraße 1 Lage                | ab dem 17. Jahrhundert                 | Wohnhaus: massives Erdgeschoss um 1900, Zierfachwerk aus dem 17. Jahrhundert; Mansarddach-Scheune, teilweise Fachwerk, wohl noch aus dem 18. Jahrhundert | weitere Bilder Fotos hochladen |
| Hofanlage                              | Kröv, Robert-Schuman-Straße 41 Lage                                  | 16. Jahrhundert oder älter             | Niederlassung der Abtei Echternach; unregelmäßig dreiflüglige Anlage, im Kern wohl aus dem 16. Jahrhundert oder älter (bezeichnet 1593)                  | weitere Bilder Fotos hochladen |
| Katholische Pfarrkirche St. Remigius   | Kröv, Robert-Schuman-Straße 42 Lage                                  | 16. Jahrhundert                        | Saalbau, 1725, Turm aus dem 16. Jahrhundert, 1749 erhöht; Stützmauer                                                                                     | weitere Bilder Fotos hochladen |
| Wohnhaus                               | Kröv, Robert-Schuman-Straße 52 Lage                                  | 1824                                   | massives Erdgeschoss, bezeichnet 1824, Zierfachwerk aus dem 17. oder 18. Jahrhundert                                                                     | Fotos hochladen                |
| Erker                                  | Kröv, Robert-Schuman-Straße, an Nr. 56 Lage                          | 17. Jahrhundert                        | reich geschnitzter erkerartiger Vorbau, 17. Jahrhundert                                                                                                  | Fotos hochladen                |
| Hotel Reichsschenke                    | Kröv, Robert-Schuman-Straße 57 Lage                                  | Anfang des 18. Jahrhunderts            | ehemaliger Bolcher Hof; Massivbau, heutiges Erscheinungsbild vom Anfang des 18. Jahrhunderts, im Kern eventuell älter; Torbogen bezeichnet 1731          | weitere Bilder Fotos hochladen |
| Wohnhaus                               | Kröv, Robert-Schuman-Straße 64 Lage                                  | 1608                                   | dreigeschossiges Fachwerkhaus, teilweise massiv, bezeichnet 1608                                                                                         | weitere Bilder Fotos hochladen |
| Rathaus                                | Kröv, Robert-Schuman-Straße 65 Lage                                  | um 1860/70                             | stattliche spätklassizistischer Massivbau, um 1860/70 | weitere Bilder Fotos hochladen |
| Wohnhaus                               | Kröv, Robert-Schuman-Straße 100/102 Lage                             | 17. Jahrhundert                        | stattliches Wohnhaus mit rundem Treppenturm, teilweise mit reichem Zierfachwerk, 17. Jahrhundert                                                         | Fotos hochladen                |
| Wohnhaus                               | Kröv, Robert-Schuman-Straße 101/103 Lage                             | 1680                                   | stattlicher Massivbau, bezeichnet 1680, teilweise mit Zierfachwerk, bezeichnet 166[.]                                                                    | Fotos hochladen                |
| Hofanlage                              | Kröv, Robert-Schuman-Straße 109 Lage                                 | 1717                                   | Streckhof; kleiner verputzter Fachwerkbau, teilweise massiv, rückwärtig Mansarddachbau, bezeichnet 1717, Mansarddach-Scheune                             | Fotos hochladen                |
| Wohnhaus                               | Kröv, Robert-Schuman-Straße 117, Pommerstraße 43 Lage                | 1618                                   | stattliches Fachwerkhaus, teilweise massiv oder verputzt, bezeichnet 1618                                                                                | Fotos hochladen                |
| Jesuitenhof                            | Kröv, Robert-Schuman-Straße 163 Lage                                 | 18. Jahrhundert                        | Wohnhaus; abgewalmter Mansarddachbau, 18. Jahrhundert | Fotos hochladen                |
| Staffelter Hof                         | Kröv, Robert-Schuman-Straße 208 Lage                                 | 1715                                   | Hof der Reichsabtei Stablo-Malmedy; Walmdachbau, bezeichnet 1715, nach Westen erweitert                                                                  | weitere Bilder Fotos hochladen |
| Herz-Jesu-Kapelle                      | Kröv, nordöstlich oberhalb des Ortes an der K 63 Lage                | 1880 ff.                               | auch Bergkapelle; dreiachsiger gotisierender Saalbau, 1880 ff.                                                                                           | weitere Bilder Fotos hochladen |
| Wohnhaus                               | Kövenig, Kirchstraße 23 Lage                                         | 1777                                   | eingeschossiger Mansarddachbau, Bruchstein, bezeichnet 1777                                                                                              | BW                             |
| Katholische Filialkirche St. Michael   | Kövenig, Kirchstraße 24 Lage                                         | 1788                                   | Eingangsseite und eine Achse des Vorgängerbaus, bezeichnet 1788, Schiff nach 1945; Kreuzigungsbildstock, bezeichnet 1721                                 | BW                             |
| Wohnhaus                               | Kövenig, Moselstraße 4 Lage                                          | 17. oder frühes 18. Jahrhundert        | verschiefertes Fachwerkhaus eines mehrphasigen Baukomplexes, teilweise massiv, wohl aus dem 17. oder frühen 18. Jahrhundert                              | BW                             |
| Heiligenhäuschen                       | Kövenig, nordwestlich oberhalb des Ortes am alten Kröver Weg Lage    |                                        | Heiligenhäuschen | BW                             |